# Tània Balló Colell
Tània Balló Colell (Barcelona, 1977) es directora y productora de cine y televisión, guionista y escritora española. Es impulsora del proyecto transmedia Las Sinsombrero, junto con Serrana Torres y Manuel Jiménez Núñez, sobre las pensadoras y artistas pertenecientes a la Generación del 27. 

## Trayectoria
Balló estudió en el Centre d’Estudis Cinematogràfics de Catalunya (CECC) y realizó el posgrado sobre Documental, Investigación y Desarrollo de la Universidad de Nueva York. En 2011, realizó el curso de especialista en Historia y Estética de la Cinematografía de la Universidad de Valladolid y el Taller de Documental de Televisión Española.
En 2003, con el colectivo de realizadores "Discusión 14", firmó el documental 200 Km. sobre la marcha de los trabajadores despedidos de Sintel a Madrid, que fue seleccionado por el Festival de San Sebastián, el Festival de Cine de España de Toulouse, el Festival de Bogotá y el Festival Internacional de San Francisco. Dos años después, en 2005, trabajó como directora de producción en otra obra colectiva: el largometraje Entre el dictador y yo, en la que seis directores realizaron una pieza de nueve minutos sobre su recuerdo personal de la figura del general Francisco Franco.
Como productora, en 2012 Balló fundó junto a Serrana Torres Intropía Media, empresa responsable de Las Sinsombrero. Posteriormente, fundó también Nina Produccions para desarrollar proyectos de impacto, como el documental Milicianes sobre el batallón femenino de Mallorca durante la guerra civil española, en una multiplicidad de formatos.
En 2013, Balló fue productora delegada en el largometraje argentino de ficción Infancia clandestina del director Benjamín Ávila. La película está protagonizada por Ernesto Alterio, Natalia Oreiro, César Troncoso, Cristina Banegas y Teo Gutiérrez Romero, y contó con la coproducción de España y Brasil. Se estrenó en el Festival de Cannes en la sección Quincena de Realizadores, y estuvo nominada a los Premios Goya como Mejor Película Hispanoamericana. Dos años después y junto a Serrana Torres y Manuel Jiménez-Núñez, codirigió y produjo el webdoc Las Sinsombrero en colaboración con Televisión Española. El objetivo de este proyecto era recuperar, divulgar y perpetuar el legado de las artistas olvidadas de la Generación del 27 conocidas como Las Sinsombrero, y tras su éxito, Balló publicó en 2016 el libro Las Sinsombrero. Sin ellas la historia no está completa editado por el Grupo Planeta.
En 2016, produjo Oleg y las raras artes, junto a Serrana Torres y Marta Andreu, un documental dirigido por el cineasta Andrés Duque sobre el pianista ruso Oleg Karavaichuk. El protagonista de la película es un excéntrico, sensible y prodigioso personaje que tocó el piano para Stalin y compuso bandas sonoras para películas y obras de teatro. Ese año se estrenó en la Sección Oficial Voices del Festival Internacional de Cine de Róterdam en los Países Bajos y obtuvo el premio a la Mejor Película en la 10.ª Edición del Festival Punto de Vista de Navarra. Al año siguiente, en 2017, editó junto al historiador Gonzalo Berguer Querido diario: hoy ha empezado la guerra, un libro que saca a la luz los diarios escritos durante la guerra civil española de la joven barcelonesa Pilar Duaygües Nebot. También en 2017 dirigió y escribió el cortometraje Mamáguerra que muestra la guerra civil española desde la perspectiva de la maternidad recogida en el diario de Carmen Manso.
En 2018, Balló comisarió junto con Gonzalo Berguer la muestra No pasarán, organizada por la Oficina de Derechos Humanos y Memoria del Ayuntamiento de Madrid y dedicada a los madrileños que se enfrentaron a los franquistas cuando el Gobierno de la Segunda República abandonó la capital en 1936. En octubre de 2022, el Teatro Fernán Gómez Centro Cultural de la Villa inauguró la exposición Las Sinsombrero con obras originales y documentos que Balló, comisaría de la misma, había recopilado tras una profunda investigación.
Participó en La conquista de la democracia, serie documental producida por RTVE y Tevescop, basada en una idea original de Nicolás Sartorius y Fernando Galindo. Dirigió y firmó el guion de uno de los seis capítulos, La mayoría silenciosa,con estreno previsto en marzo de 2025 en La 2 y eRVEPLay.

## Filmografía
- 2003 – 200 Km. Colectivo "Discusión 14". Codirectora.
- 2013 – Infancia clandestina. Benjamín Ávila. Productora delegada.
- 2015 – Las Sinsombrero. Tània Balló, Serrana Torres, Manuel Jiménez-Núñez. Guion, dirección, producción.
- 2016 – Oleg y las raras artes. Andrés Duque. Productora.
- 2017 – Mamáguerra. Tània Balló. Directora y guionista.
- 2025 – La mayoría silenciosa.Capítulo de la serie La conquista de la democracia. Directora y guionista. Producido por RTVE y Telvescop. [24]

## Obra
- 2016 – Las Sinsombrero. Sin ellas, la historia no está completa. Espasa, Grupo Planeta. ISBN 978-84-670-4603-8
- 2017 – Querido diario: hoy ha empezado la guerra, de Pilar Duaygües Nebot, Espasa. Grupo Planeta. Editora junto a Gonzalo Berguer. ISBN 978-84-670-5030-1
- 2018 – Las sinsombrero 2. Ocultas e impecables. Espasa, Grupo Planeta. ISBN 9788467052688